# Жайдаккудук
Жайдаккудук (каз. Жайдаққұдық) — село в Сарыагашском районе Туркестанской области Казахстана. Входит в состав Алимтауского сельского округа. Код КАТО — 515439200.

## Население
В 1999 году население села составляло 247 человек (131 мужчина и 116 женщин). По данным переписи 2009 года, в селе проживало 186 человек (92 мужчины и 94 женщины).